# Хав'єр Маріас
Хав'є́р Марі́ас (ісп. Javier Marías; 20 вересня 1951, Мадрид — 11 вересня 2022, там само) — іспанський письменник, журналіст та перекладач.

## Біографія
Народився четвертою дитиною з п'яти в родині відомого філософа Хуліана Маріаса, учня Ортеги-і-Гассета та вчительки Долорес Франко Манери. Викладати у франкістській Іспанії батькові було заборонено, тож він з кінця 1940-х до 1970-х років виступав з лекціями в США, де Хав'єр провів багато років дитинства. Якийсь час родина проживала в будинку іспанського письменника Хорхе Гільєна, який мешкав тоді у США і разом з батьком Хав'єра Маріаса викладав у Коледжі Веллслі. В домі Гільєна Хав'єр Маріас познайомився з Владимиром Набоковим. 1959 року батьки повернулися до Мадрида. У Мадриді Хав'єр відвідував ліберальну школу Colegio Estudio.
Перші гроші заробляв перекладами та короткими ролями у фільмах своїх родичів режисерів Хесуса Франко Манери (дядько) та Рікардо Франко Рубіо (двоюрідний брат). Закінчив факультет англійської філології в університеті Комплутенсе в Мадриді, де навчався протягом 1968—1973 років.
Із 1974 року жив у Барселоні, де працював у видавництві Alfaguara. 1978 року знову повернувся до Мадрида, де переважно працював над своїми літературними творами. 1979 року одержав Premio Nacional de Traducción. У 1983—1985 роках викладав іспанську літературу в Оксфордському університеті.
Був фанатом футбольного клубу Реал Мадрид.
Хав'єр Маріас помер 11 вересня 2022 року у Мадриді від ускладнень, викликаних коронавірусним захворюванням COVID-19, за 9 днів до свого 71-го дня народження.

## Твори
- Володіння вовка / Los dominios del lobo (1971), роман
- Перетинаючи обрій / Travesía del horizonte (1972), роман
- Володар часу / El monarca del tiempo (1978), роман
- Століття / El siglo (1982), роман
- Сентиментальна людина / El hombre sentimental (1986), роман
- Всі душі / Todas las almas (1989), роман
- Поки вони сплять / Mientras ellas duermen (1990), збірка оповідань.
- Біле серце / Corazón tan blanco (1992), роман
- Під час битви завтра згадай про мене / Mañana en la batalla piensa en mí (1994), роман
- Коли я був смертним / Cuando fui mortal (1996), збірка оповідань
- Погана природа / Mala índole (1998), збірка оповідань.
- Чорна спина часу / Negra espalda del tiempo (1998), роман
- Твоє обличчя завтра 1. Лихоманка і спис / Tu rostro mañana 1. Fiebre y lanza (2002), роман
- Твоє обличчя завтра 2. Танцюй і мрій / Tu rostro mañana 2. Baile y sueño (2004), роман
- Твоє обличчя завтра 3. Отрута, тінь і прощання / Tu rostro mañana 3. Veneno y sombra y adiós (2007), роман
- Знайди мене / Ven a buscarme (2011), повість для дітей.
- Амурні справи / Los enamoramientos (2011), роман
- Так починається погане / Así empieza lo malo (2014), роман
- Берта Ісла / Berta Isla (2017), роман; переклад Іларії Шевченко
- Томас Невінсон / Tomás Nevinson (2021), роман

## Переклади
Перекладав вірші В. Б. Єйтса, В. Стівенса, Дж. Ешбері, прозу Л. Стерна, Т. Харді, Р. Л. Стівенсона, Дж. Конрада, В. В. Набокова, К. Бліксен, В. Фолкнера, Дж. Д. Селінджера, Дж. Апдайка та ін.

## Визнання
- Найстаріша іспанська премія Фастенрата (1995, в 1947 році її отримав його батько),
- Премія Ромуло Гальєгоса (1995)
- Премія Феміна закордонному автору (1996),
- Премія Неллі Закс (1997),
- Дублінська літературна премія (1997),
- Міжнародна премія Альберто Моравіа (2000),
- Премія «Саламбо» (2003),
- Австрійська державна премія з європейської літератури (2011),
- Міжнародна літературна премія «Formentor[en]» (2013)
- Член Іспанської королівської академії (2006).

## Переклади українською
- «Що сказав мажордом». — «Кур'єр Кривбасу», № 175, 2004. Переклад: Галина Грабовська
- «Берта Ісла». — Харків: Видавництво «Фабула», 2019. — 560 с. Переклад: Іларія Шевченко[8]